# Lista de bens tombados no Rio Grande do Norte
A lista de bens tombados do Rio Grande do Norte reúne itens do patrimônio cultural e histórico do Rio Grande do Norte. Os atos de tombamento estadual foram realizados pela Secretaria de Estado da Cultura do Rio Grande do Norte (SeCult-RN) em conjunto com a Fundação José Augusto. Várias construções são também reconhecidas pelo IPHAN, no contexto do projeto de preservação de roteiros nacionais de imigração.
Dentre os patrimônios tombados está o Forte dos Reis Magos, uma edificação militar histórica localizada na cidade de Natal, sendo o marco inicial da cidade e construído entre 1598 e 1630.
| Imagem | Bem                                                                               | Data de fundação       | Localização                           | Coordenadas                 | Tombamento                                                                                      | Referência |
| ------ | --------------------------------------------------------------------------------- | ---------------------- | ------------------------------------- | --------------------------- | ----------------------------------------------------------------------------------------------- | ---------- |
|        | Igreja de Nossa Senhora do Rosário                                                |                        | Acari                                 | 6° 26′ 19″ S, 36° 38′ 20″ O | Património de Influência Portuguesa (base de dados)                                             |            |
|        | Quilombo Sítio Saco do Pereira                                                    |                        | Acari                                 | 6° 23′ 13″ S, 36° 38′ 20″ O | quilombo tombado pela Constituição Federal do Brasil de 1988                                    |            |
|        | Quilombo Cabeço dos Mendes                                                        |                        | Afonso Bezerra                        | 5° 33′ 20″ S, 36° 30′ 48″ O | quilombo tombado pela Constituição Federal do Brasil de 1988                                    |            |
|        | Quilombo Curralinho                                                               |                        | Afonso Bezerra                        | 5° 29′ 33″ S, 36° 30′ 28″ O | quilombo tombado pela Constituição Federal do Brasil de 1988                                    |            |
|        | Prédio na Av. Dr. Gregorio de Piava                                               |                        | Alexandria                            | 6° 24′ 47″ S, 38° 00′ 52″ O | bem tombado pela FJA                                                                            |            |
|        | Prédio Situado na TV. Benício Piava                                               |                        | Alexandria                            |                             | bem tombado pela FJA                                                                            |            |
|        | Antiga Estação Ferroviária de Angicos                                             |                        | Angicos                               | 5° 40′ 02″ S, 36° 36′ 01″ O | bem tombado pela FJA                                                                            |            |
|        | Pico do Cabugi                                                                    |                        | Angicos                               | 5° 42′ 20″ S, 36° 19′ 18″ O | bem tombado pela FJA                                                                            |            |
|        | Quilombo Livramento                                                               |                        | Angicos                               | 5° 39′ 49″ S, 36° 35′ 19″ O | quilombo tombado pela Constituição Federal do Brasil de 1988                                    |            |
|        | Prédio na Praça Francisco Pinto                                                   |                        | Apodi                                 | 5° 40′ 00″ S, 37° 48′ 00″ O | bem tombado pela FJA                                                                            |            |
|        | Imóvel na Rua Joca Soares                                                         |                        | Areia Branca                          | 4° 57′ 29″ S, 37° 08′ 16″ O | bem tombado pela FJA                                                                            |            |
|        | Marco zero da cidade de Areia Branca                                              |                        | Areia Branca                          | 4° 57′ 21″ S, 37° 08′ 12″ O | monumento do Rio Grande do Norte                                                                |            |
|        | Quilombo Bela Vista Piató                                                         |                        | Assu                                  | 5° 34′ 06″ S, 36° 53′ 18″ O | quilombo tombado pela Constituição Federal do Brasil de 1988                                    |            |
|        | Mata da Estrela                                                                   |                        | Baía Formosa                          | 6° 22′ 30″ S, 35° 01′ 13″ O | bem tombado pela FJA                                                                            |            |
|        | Quilombo Macambira                                                                |                        | Bodó Lagoa Nova Santana do Matos      | 5° 59′ 35″ S, 36° 29′ 50″ O | quilombo tombado pela Constituição Federal do Brasil de 1988                                    |            |
|        | Quilombo Sítio Grossos                                                            |                        | Bom Jesus                             | 5° 59′ 57″ S, 35° 34′ 59″ O | quilombo tombado pela Constituição Federal do Brasil de 1988                                    |            |
|        | Quilombo Sítio Pavilhão                                                           |                        | Bom Jesus                             | 5° 58′ 56″ S, 35° 37′ 03″ O | quilombo tombado pela Constituição Federal do Brasil de 1988                                    |            |
|        | Ilhas Atlânticas Brasileiras: Reservas de Fernando de Noronha e do Atol das Rocas |                        | Brasil Pernambuco Rio Grande do Norte | 3° 51′ 29″ S, 32° 25′ 30″ O | Património Mundial da Unesco                                                                    |            |
|        | Prédio na Rua João Gualberto                                                      |                        | Campo Grande                          |                             | bem tombado pela FJA                                                                            |            |
|        | Ruínas da Capela de Nossa Senhora das Candeias (Engenho Cunhaú)                   |                        | Canguaretama                          | 6° 25′ 01″ S, 35° 09′ 42″ O | Património de Influência Portuguesa (base de dados) bem tombado pelo IPHAN                      |            |
|        | Imóvel na Praça do Cruzeiro                                                       |                        | Canguaretama                          | 6° 22′ 33″ S, 35° 08′ 32″ O | bem tombado pela FJA                                                                            |            |
|        | Casa Grande da Fazenda Sabe Muito                                                 |                        | Caraúbas                              | 5° 48′ 35″ S, 37° 34′ 03″ O | bem tombado pela FJA                                                                            |            |
|        | Casa Grande do Engenho Guaporé                                                    |                        | Ceará-Mirim                           | 5° 39′ 18″ S, 35° 24′ 40″ O | bem tombado pela FJA                                                                            |            |
|        | Casa Grande do Engenho Verde Nasce                                                |                        | Ceará-Mirim                           | 5° 39′ 01″ S, 35° 26′ 18″ O | bem tombado pela FJA                                                                            |            |
|        | Mercado Publico de Ceará Mirim                                                    |                        | Ceará-Mirim                           | 5° 38′ 12″ S, 35° 25′ 24″ O | bem tombado pela FJA                                                                            |            |
|        | Solar dos Antunes                                                                 |                        | Ceará-Mirim                           | 5° 38′ 13″ S, 35° 25′ 23″ O | bem tombado pela FJA                                                                            |            |
|        | Quilombo Coqueiros                                                                |                        | Ceará-Mirim                           | 5° 37′ 46″ S, 35° 25′ 47″ O | quilombo tombado pela Constituição Federal do Brasil de 1988                                    |            |
|        | Espaço Cultural Palácio Potengi                                                   | década de 1870         | Cidade Alta Natal                     | 5° 47′ 06″ S, 35° 12′ 30″ O | bem tombado pelo IPHAN                                                                          |            |
|        | Palácio Felipe Camarão                                                            |                        | Cidade Alta Natal                     | 5° 47′ 04″ S, 35° 12′ 27″ O | bem tombado pelo IPHAN bem tombado pela Prefeitura Municipal de Natal                           |            |
|        | Praça André de Albuquerque                                                        |                        | Cidade Alta                           | 5° 47′ 06″ S, 35° 12′ 32″ O | bem de interesse histórico e ou cultural                                                        |            |
|        | Casa Rua da Conceição, nº 601                                                     |                        | Cidade Alta Natal                     | 5° 47′ 07″ S, 35° 12′ 30″ O | bem tombado pelo IPHAN                                                                          |            |
|        | Quilombo Comum                                                                    |                        | Coronel João Pessoa                   | 6° 15′ 55″ S, 38° 26′ 58″ O | quilombo tombado pela Constituição Federal do Brasil de 1988                                    |            |
|        | Usina de Beneficiamento de Algodão                                                |                        | Cruzeta                               | 5° 50′ 19″ S, 35° 12′ 12″ O | bem tombado pela FJA                                                                            |            |
|        | Residência na Praça Cristo Rei                                                    |                        | Currais Novos                         | 6° 15′ 46″ S, 36° 30′ 54″ O | bem tombado pela FJA                                                                            |            |
|        | Quilombo Negros do Riacho                                                         |                        | Currais Novos                         | 6° 16′ 00″ S, 36° 31′ 47″ O | quilombo tombado pela Constituição Federal do Brasil de 1988                                    |            |
|        | Ruínas da Igreja e convento dos Jesuítas                                          |                        | Extremoz                              | 5° 42′ 38″ S, 35° 18′ 17″ O | bem tombado pela FJA                                                                            |            |
|        | Casa de Cultura de Florânia                                                       |                        | Florânia                              | 6° 07′ 39″ S, 36° 48′ 54″ O | bem tombado pela FJA                                                                            |            |
|        | Casa do Agente                                                                    |                        | Frutuoso Gomes                        | 6° 09′ 01″ S, 37° 46′ 05″ O | bem tombado pela FJA                                                                            |            |
|        | Prédio da Estação de Passageiros REFESA                                           |                        | Frutuoso Gomes                        | 6° 08′ 59″ S, 37° 46′ 06″ O | bem tombado pela FJA                                                                            |            |
|        | Escola Municipal Maria Felipe                                                     |                        | Galinhos                              | 5° 12′ 32″ S, 36° 08′ 45″ O | bem tombado pela FJA                                                                            |            |
|        | Prédio na Rua Nossa Senhora dos Prazeres, n° 100                                  |                        | Goianinha                             | 6° 16′ 05″ S, 35° 12′ 31″ O | bem tombado pela FJA                                                                            |            |
|        | Conjunto Arquitetônico da Fazenda Bom Jardim                                      |                        | Goianinha                             | 6° 17′ 15″ S, 35° 14′ 37″ O | bem tombado pela FJA                                                                            |            |
|        | Imóvel na TV. João Cândido de Castro                                              |                        | Grossos                               | 4° 58′ 49″ S, 37° 09′ 09″ O | bem tombado pela FJA                                                                            |            |
|        | Igreja Nossa Senhora da Conceição                                                 |                        | Guamaré                               | 5° 06′ 28″ S, 36° 19′ 18″ O | bem tombado pela FJA                                                                            |            |
|        | Quilombo Nova Descoberta                                                          |                        | Ielmo Marinho                         | 5° 49′ 22″ S, 35° 32′ 50″ O | quilombo tombado pela Constituição Federal do Brasil de 1988                                    |            |
|        | Quilombo Picadas                                                                  |                        | Ipanguaçu                             | 5° 32′ 08″ S, 36° 51′ 33″ O | quilombo tombado pela Constituição Federal do Brasil de 1988                                    |            |
|        | Prédio Vaporzão                                                                   |                        | Janduís                               | 6° 00′ 48″ S, 37° 24′ 27″ O | bem tombado pela FJA                                                                            |            |
|        | Casa de Alzira Soriano                                                            |                        | Jardim de Angicos                     | 5° 39′ 09″ S, 35° 58′ 09″ O | bem tombado pela FJA                                                                            |            |
|        | Casa Paroquial                                                                    |                        | Jardim do Seridó                      | 6° 35′ 05″ S, 36° 46′ 26″ O | bem tombado pela FJA                                                                            |            |
|        | Sobrado do Prof. Jesuíno Azevedo                                                  |                        | Jardim do Seridó                      | 6° 35′ 00″ S, 36° 46′ 28″ O | bem tombado pela FJA                                                                            |            |
|        | Estação Ferroviaria e Armazem da Estação                                          |                        | João Câmara                           | 5° 32′ 25″ S, 35° 49′ 14″ O | bem tombado pela FJA                                                                            |            |
|        | Imóvel na Praça Mons. Freitas                                                     |                        | João Câmara                           | 5° 32′ 18″ S, 35° 48′ 58″ O | bem tombado pela FJA                                                                            |            |
|        | Imóvel na Rua Teodoro Benjamim                                                    |                        | João Dias                             | 6° 16′ 32″ S, 37° 47′ 46″ O | bem tombado pela FJA                                                                            |            |
|        | Quilombo Arisco dos Pires                                                         |                        | Jundiá                                | 6° 16′ 14″ S, 35° 18′ 56″ O | quilombo tombado pela Constituição Federal do Brasil de 1988                                    |            |
|        | Quilombo Família Mascenas                                                         |                        | Jundiá                                | 6° 16′ 31″ S, 35° 20′ 21″ O | quilombo tombado pela Constituição Federal do Brasil de 1988                                    |            |
|        | Quilombo Família Quitéria                                                         |                        | Jundiá                                | 6° 15′ 46″ S, 35° 19′ 53″ O | quilombo tombado pela Constituição Federal do Brasil de 1988                                    |            |
|        | Quilombo Rego de Pedra                                                            |                        | Jundiá                                | 6° 16′ 50″ S, 35° 19′ 56″ O | quilombo tombado pela Constituição Federal do Brasil de 1988                                    |            |
|        | Casa Velha                                                                        |                        | Lagoa de Velhos                       | 5° 59′ 51″ S, 35° 52′ 17″ O | bem tombado pela FJA                                                                            |            |
|        | Terreno na Praça Fabião das Queimadas                                             |                        | Lagoa de Velhos                       | 6° 00′ 08″ S, 35° 52′ 14″ O | bem tombado pela FJA                                                                            |            |
|        | Prédio onde funcionou a usina de beneficiamento de algodão                        |                        | Lajes                                 | 5° 41′ 41″ S, 36° 14′ 27″ O | bem tombado pela FJA                                                                            |            |
|        | Imóvel na Rua Zeu Fernandes                                                       |                        | Luís Gomes                            | 6° 24′ 56″ S, 38° 22′ 54″ O | bem tombado pela FJA                                                                            |            |
|        | Casa de Albino Gonçalves de Melo                                                  |                        | Macau                                 | 5° 06′ 47″ S, 36° 37′ 38″ O | bem tombado pela FJA                                                                            |            |
|        | Mercado Público de Macau                                                          |                        | Macau                                 | 5° 06′ 46″ S, 36° 37′ 55″ O | bem tombado pela FJA                                                                            |            |
|        | Solar Ferreiro Torto                                                              |                        | Macaíba                               | 5° 51′ 20″ S, 35° 20′ 17″ O | Património de Influência Portuguesa (base de dados)                                             |            |
|        | Casa da Rua Dr. Francisco da Cruz                                                 |                        | Macaíba                               | 5° 51′ 22″ S, 35° 21′ 10″ O | bem tombado pela FJA                                                                            |            |
|        | Casarão do Vilar                                                                  |                        | Macaíba                               | 5° 51′ 51″ S, 35° 20′ 47″ O | bem tombado pela FJA                                                                            |            |
|        | Casarão dos Guararapes                                                            |                        | Macaíba                               |                             | bem tombado pela FJA                                                                            |            |
|        | Casarão dos Mesquita                                                              |                        | Macaíba                               | 5° 51′ 23″ S, 35° 21′ 11″ O | bem tombado pela FJA                                                                            |            |
|        | Solar Caxangá                                                                     |                        | Macaíba                               |                             | bem tombado pela FJA                                                                            |            |
|        | Solar da Madalena                                                                 |                        | Macaíba                               | 5° 51′ 18″ S, 35° 20′ 58″ O | bem tombado pela FJA                                                                            |            |
|        | Capela de N. S. da Soledade                                                       |                        | Macaíba                               | 5° 51′ 16″ S, 35° 21′ 04″ O | bem tombado pela FJA                                                                            |            |
|        | Capela de São Jose                                                                |                        | Macaíba                               | 5° 51′ 16″ S, 35° 21′ 09″ O | bem tombado pela FJA                                                                            |            |
|        | Solar do Ferreiro Torto                                                           |                        | Macaíba                               | 5° 51′ 20″ S, 35° 20′ 18″ O | bem tombado pela FJA                                                                            |            |
|        | Quilombo Capoeiras                                                                |                        | Macaíba                               | 5° 51′ 04″ S, 35° 19′ 57″ O | quilombo tombado pela Constituição Federal do Brasil de 1988                                    |            |
|        | Imóvel na Rua Cel. Jose Marcelino                                                 |                        | Marcelino Vieira                      | 6° 17′ 40″ S, 38° 10′ 03″ O | bem tombado pela FJA                                                                            |            |
|        | Mercado Público de Martins                                                        |                        | Martins                               | 6° 05′ 16″ S, 37° 54′ 40″ O | bem tombado pela FJA                                                                            |            |
|        | Sítio Cultural de Martins                                                         |                        | Martins                               |                             | bem tombado pela FJA                                                                            |            |
|        | Cadeia Pública de Mossoró                                                         |                        | Mossoró                               | 5° 12′ 07″ S, 37° 21′ 01″ O | bem tombado pela FJA                                                                            |            |
|        | Teatro Alberto Maranhão                                                           |                        | Natal                                 | 5° 46′ 46″ S, 35° 12′ 17″ O | bem tombado pelo IPHAN bem tombado pela FJA                                                     |            |
|        | Estádio Juvenal Lamartine                                                         |                        | Natal                                 | 5° 47′ 27″ S, 35° 11′ 46″ O | bem tombado pela Prefeitura Municipal de Natal                                                  |            |
|        | Grande Hotel (Natal)                                                              | maio de 1939           | Natal                                 | 5° 46′ 41″ S, 35° 12′ 16″ O | bem tombado pela FJA                                                                            |            |
|        | Igreja de Nossa Senhora do Rosário dos Pretos (Natal)                             |                        | Natal                                 | 5° 47′ 00″ S, 35° 12′ 31″ O | Património de Influência Portuguesa (base de dados) bem tombado pelo IPHAN bem tombado pela FJA |            |
|        | Casa Câmara Cascudo                                                               | 1900                   | Natal                                 |                             | monumento de patrimônio arquitetônico                                                           |            |
|        | Cemitério do Alecrim                                                              |                        | Natal                                 | 5° 47′ 31″ S, 35° 12′ 51″ O | bem tombado pela Prefeitura Municipal de Natal                                                  |            |
|        | Academia Norteriograndense de Letras                                              |                        | Natal                                 | 5° 47′ 08″ S, 35° 12′ 05″ O | bem tombado pela FJA                                                                            |            |
|        | Antiga base de Hidroaviões                                                        |                        | Natal                                 | 5° 46′ 03″ S, 35° 12′ 12″ O | bem tombado pela FJA                                                                            |            |
|        | Antiga Capitania dos Portos                                                       |                        | Natal                                 | 5° 46′ 56″ S, 35° 12′ 26″ O | bem tombado pela FJA                                                                            |            |
|        | Antiga Casa de Detenção                                                           |                        | Natal                                 | 5° 46′ 45″ S, 35° 11′ 50″ O | bem tombado pela FJA                                                                            |            |
|        | Antiga Ponte de Igapó                                                             |                        | Natal                                 | 5° 46′ 58″ S, 35° 14′ 49″ O | bem tombado pela FJA                                                                            |            |
|        | Antiga Residência de Jovino Barreto                                               |                        | Natal                                 | 5° 46′ 52″ S, 35° 12′ 21″ O | bem tombado pela FJA                                                                            |            |
|        | Prédio Antigo do Hospital Varela Santiago                                         |                        | Natal                                 | 5° 47′ 06″ S, 35° 12′ 13″ O | bem tombado pela FJA                                                                            |            |
|        | Antigo Liceu Industrial                                                           |                        | Natal                                 | 5° 47′ 18″ S, 35° 12′ 27″ O | bem tombado pela FJA                                                                            |            |
|        | Antigo Palácio do Governo da Rua Chile                                            |                        | Natal                                 | 5° 46′ 36″ S, 35° 12′ 22″ O | bem tombado pela FJA                                                                            |            |
|        | Antigo Prédio da Escola Doméstica de Natal                                        |                        | Natal                                 | 5° 46′ 49″ S, 35° 12′ 16″ O | bem tombado pela FJA                                                                            |            |
|        | Antigo QG – Memorial Câmara Cascudo                                               |                        | Natal                                 | 5° 47′ 09″ S, 35° 12′ 33″ O | bem de interesse histórico e ou cultural                                                        |            |
|        | Associação Comercial de Natal                                                     |                        | Natal                                 | 5° 46′ 43″ S, 35° 12′ 17″ O | bem tombado pela FJA                                                                            |            |
|        | Caixa D'água                                                                      |                        | Natal                                 | 5° 46′ 30″ S, 35° 12′ 00″ O | bem tombado pela FJA                                                                            |            |
|        | Casa da Av. Câmara Cascudo, n° 398                                                |                        | Natal                                 | 5° 46′ 55″ S, 35° 12′ 24″ O | bem tombado pela FJA                                                                            |            |
|        | Casa da Av Deodoro, n° 518                                                        |                        | Natal                                 | 5° 47′ 07″ S, 35° 12′ 13″ O | bem tombado pela FJA                                                                            |            |
|        | Casa da Estudante                                                                 |                        | Natal                                 | 5° 47′ 00″ S, 35° 12′ 27″ O | bem tombado pela FJA                                                                            |            |
|        | Casa de Luis Barros                                                               |                        | Natal                                 |                             | bem tombado pela FJA                                                                            |            |
|        | Casa do Estudante de Natal                                                        |                        | Natal                                 | 5° 47′ 06″ S, 35° 12′ 39″ O | bem tombado pela FJA                                                                            |            |
|        | Casa do Padre João Maria                                                          |                        | Natal                                 | 5° 47′ 07″ S, 35° 12′ 30″ O | bem tombado pela FJA                                                                            |            |
|        | Casa na Rua da Conceição, n° 613                                                  |                        | Natal                                 | 5° 47′ 07″ S, 35° 12′ 30″ O | bem tombado pela FJA                                                                            |            |
|        | Casa na Rua da Conceição, n° 617                                                  |                        | Natal                                 | 5° 47′ 08″ S, 35° 12′ 30″ O | bem tombado pela FJA                                                                            |            |
|        | Casa na Rua da Conceição, n° 621                                                  |                        | Natal                                 | 5° 47′ 08″ S, 35° 12′ 30″ O | bem tombado pela FJA                                                                            |            |
|        | Casa na Rua da Conceição, n° 623                                                  |                        | Natal                                 | 5° 47′ 08″ S, 35° 12′ 30″ O | bem tombado pela FJA                                                                            |            |
|        | Casa onde Nasceu Café Filho                                                       |                        | Natal                                 | 5° 46′ 33″ S, 35° 12′ 16″ O | bem tombado pela FJA                                                                            |            |
|        | Casarão da Av. Deodoro, n° 479                                                    |                        | Natal                                 | 5° 47′ 05″ S, 35° 12′ 11″ O | bem tombado pela FJA                                                                            |            |
|        | Casarão da Junqueira Aires                                                        |                        | Natal                                 | 5° 46′ 57″ S, 35° 12′ 24″ O | bem tombado pela FJA                                                                            |            |
|        | Cidade da Criança                                                                 |                        | Natal                                 | 5° 47′ 47″ S, 35° 12′ 11″ O | bem tombado pela FJA                                                                            |            |
|        | Cine Nordeste                                                                     |                        | Natal                                 | 5° 47′ 11″ S, 35° 12′ 28″ O | bem tombado pela FJA                                                                            |            |
|        | Coluna Capitolina                                                                 |                        | Natal                                 | 5° 47′ 07″ S, 35° 12′ 31″ O | bem tombado pela FJA                                                                            |            |
|        | Estação Central de Natal                                                          |                        | Natal                                 | 5° 46′ 49″ S, 35° 12′ 22″ O | bem tombado pela FJA                                                                            |            |
|        | Farol de Mãe Luiza                                                                |                        | Natal                                 | 5° 47′ 43″ S, 35° 11′ 07″ O | bem tombado pela FJA                                                                            |            |
|        | Fundação Jose Augusto                                                             |                        | Natal                                 | 5° 47′ 25″ S, 35° 11′ 56″ O | bem tombado pela FJA                                                                            |            |
|        | Edifício do Instituto Histórico e Geográfico do RN                                |                        | Natal                                 | 5° 47′ 08″ S, 35° 12′ 31″ O | bem tombado pela FJA                                                                            |            |
|        | Junta Comercial do Estado                                                         |                        | Natal                                 |                             | bem tombado pela FJA                                                                            |            |
|        | Casarão n° 22                                                                     |                        | Natal                                 | 5° 47′ 02″ S, 35° 12′ 31″ O | bem tombado pela FJA                                                                            |            |
|        | Maternidade Escola Januário Cicco                                                 |                        | Natal                                 | 5° 46′ 54″ S, 35° 11′ 53″ O | bem tombado pela FJA                                                                            |            |
|        | Solar Bela Vista                                                                  |                        | Natal                                 | 5° 46′ 57″ S, 35° 12′ 24″ O | bem tombado pela FJA                                                                            |            |
|        | Travessa Pax                                                                      |                        | Natal                                 | 5° 46′ 56″ S, 35° 12′ 23″ O | bem tombado pela FJA                                                                            |            |
|        | Igreja Matriz Nossa Senhora da Apresentação                                       |                        | Natal                                 | 5° 47′ 08″ S, 35° 12′ 32″ O | bem tombado pela FJA                                                                            |            |
|        | Igreja de Santo Antônio                                                           |                        | Natal                                 | 5° 47′ 12″ S, 35° 12′ 33″ O | bem tombado pela FJA                                                                            |            |
|        | Clube de Radioamadores                                                            |                        | Natal                                 | 5° 47′ 50″ S, 35° 12′ 09″ O | bem tombado pela Prefeitura Municipal de Natal                                                  |            |
|        | Ordem dos Advogados do Brasil                                                     |                        | Natal                                 | 5° 46′ 59″ S, 35° 12′ 27″ O | bem tombado pelo IPHAN bem tombado pela FJA                                                     |            |
|        | Conjunto Arquitetônico, Urbanístico e Paisagístico do Município de Natal          |                        | Natal                                 | 5° 46′ 23″ S, 35° 12′ 15″ O | bem tombado pelo IPHAN                                                                          |            |
|        | Antiga Rodoviária                                                                 |                        | Natal                                 | 5° 39′ 41″ S, 35° 41′ 39″ O | bem tombado pelo IPHAN                                                                          |            |
|        | Centro Náutico Potengy                                                            |                        | Natal                                 | 5° 46′ 31″ S, 35° 12′ 21″ O | bem tombado pelo IPHAN                                                                          |            |
|        | Casa onde nasceu Pedro Velho                                                      |                        | Natal                                 | 5° 46′ 40″ S, 35° 12′ 24″ O | bem tombado pelo IPHAN                                                                          |            |
|        | Companhia Brasileira de Trens Urbanos                                             |                        | Natal                                 | 5° 46′ 49″ S, 35° 12′ 22″ O | bem tombado pelo IPHAN                                                                          |            |
|        | Edifício Arpége / Galhardo                                                        |                        | Natal                                 | 5° 46′ 39″ S, 35° 12′ 23″ O | bem tombado pelo IPHAN                                                                          |            |
|        | Edifício Paris Natal                                                              |                        | Natal                                 | 5° 46′ 45″ S, 35° 12′ 22″ O | bem tombado pelo IPHAN                                                                          |            |
|        | Imóvel à Praça Augusto Severo, s/nA                                               |                        | Natal                                 | 5° 46′ 45″ S, 35° 12′ 21″ O | bem tombado pelo IPHAN                                                                          |            |
|        | Imóvel à Praça Augusto Severo, s/nB                                               |                        | Natal                                 | 5° 46′ 45″ S, 35° 12′ 21″ O | bem tombado pelo IPHAN                                                                          |            |
|        | Imóvel à Praça Augusto Severo, 79                                                 |                        | Natal                                 | 5° 46′ 45″ S, 35° 12′ 22″ O | bem tombado pelo IPHAN                                                                          |            |
|        | Imóvel à Praça Augusto Severo, 81A                                                |                        | Natal                                 | 5° 46′ 45″ S, 35° 12′ 21″ O | bem tombado pelo IPHAN                                                                          |            |
|        | Imóvel à Praça Augusto Severo, 81B                                                |                        | Natal                                 | 5° 46′ 45″ S, 35° 12′ 21″ O | bem tombado pelo IPHAN                                                                          |            |
|        | Imóvel à Praça Augusto Severo, 252                                                |                        | Natal                                 | 5° 46′ 46″ S, 35° 12′ 22″ O | bem tombado pelo IPHAN                                                                          |            |
|        | Imóvel à Praça Augusto Severo, 91                                                 |                        | Natal                                 | 5° 46′ 45″ S, 35° 12′ 21″ O | bem tombado pelo IPHAN                                                                          |            |
|        | Imóvel à Praça Augusto Severo, 258                                                |                        | Natal                                 | 5° 46′ 46″ S, 35° 12′ 22″ O | bem tombado pelo IPHAN                                                                          |            |
|        | Imóvel à Praça Augusto Severo, 260                                                |                        | Natal                                 | 5° 46′ 46″ S, 35° 12′ 22″ O | bem tombado pelo IPHAN                                                                          |            |
|        | Imóvel à Praça Augusto Severo, 264                                                |                        | Natal                                 | 5° 46′ 47″ S, 35° 12′ 22″ O | bem tombado pelo IPHAN                                                                          |            |
|        | Imóvel à Praça Augusto Severo, 276                                                |                        | Natal                                 | 5° 46′ 47″ S, 35° 12′ 22″ O | bem tombado pelo IPHAN                                                                          |            |
|        | Imóvel à Praça Augusto Severo, 288                                                |                        | Natal                                 | 5° 46′ 48″ S, 35° 12′ 22″ O | bem tombado pelo IPHAN                                                                          |            |
|        | Imóvel à Rua Chile, s/n                                                           |                        | Natal                                 |                             | bem tombado pelo IPHAN                                                                          |            |
|        | Imóvel à Rua Chile, 1                                                             |                        | Natal                                 | 5° 46′ 29″ S, 35° 12′ 20″ O | bem tombado pelo IPHAN                                                                          |            |
|        | Imóvel à Rua Chile, 7                                                             |                        | Natal                                 | 5° 46′ 30″ S, 35° 12′ 20″ O | bem tombado pelo IPHAN                                                                          |            |
|        | Imóvel à Rua Chile, 11                                                            |                        | Natal                                 | 5° 46′ 30″ S, 35° 12′ 20″ O | bem tombado pelo IPHAN                                                                          |            |
|        | Imóvel à Rua Chile, 19                                                            |                        | Natal                                 | 5° 46′ 30″ S, 35° 12′ 20″ O | bem tombado pelo IPHAN                                                                          |            |
|        | Imóvel à Rua Chile, 15                                                            |                        | Natal                                 | 5° 46′ 30″ S, 35° 12′ 20″ O | bem tombado pelo IPHAN                                                                          |            |
|        | Imóvel à Rua Chile, 21                                                            |                        | Natal                                 | 5° 46′ 31″ S, 35° 12′ 20″ O | bem tombado pelo IPHAN                                                                          |            |
|        | Imóvel à Rua Chile, 29                                                            |                        | Natal                                 | 5° 46′ 31″ S, 35° 12′ 20″ O | bem tombado pelo IPHAN                                                                          |            |
|        | Imóvel à Rua Chile, 33                                                            |                        | Natal                                 | 5° 46′ 31″ S, 35° 12′ 21″ O | bem tombado pelo IPHAN                                                                          |            |
|        | Imóvel à Rua Chile, 111                                                           |                        | Natal                                 | 5° 46′ 36″ S, 35° 12′ 22″ O | bem tombado pelo IPHAN                                                                          |            |
|        | Imóvel à Rua Chile, 172                                                           |                        | Natal                                 | 5° 46′ 40″ S, 35° 12′ 24″ O | bem tombado pelo IPHAN                                                                          |            |
|        | Imóvel à Rua Chile, 184                                                           |                        | Natal                                 | 5° 46′ 40″ S, 35° 12′ 24″ O | bem tombado pelo IPHAN                                                                          |            |
|        | Imóvel à Rua Chile, 181                                                           |                        | Natal                                 | 5° 46′ 40″ S, 35° 12′ 24″ O | bem tombado pelo IPHAN                                                                          |            |
|        | Imóvel à Rua Chile, 188                                                           |                        | Natal                                 | 5° 46′ 41″ S, 35° 12′ 24″ O | bem tombado pelo IPHAN                                                                          |            |
|        | Imóvel à Rua Chile, 203                                                           |                        | Natal                                 | 5° 46′ 44″ S, 35° 12′ 28″ O | bem tombado pelo IPHAN                                                                          |            |
|        | Imóvel à Rua Chile, 207                                                           |                        | Natal                                 | 5° 46′ 43″ S, 35° 12′ 25″ O | bem tombado pelo IPHAN                                                                          |            |
|        | Imóvel à Rua Chile, 209                                                           |                        | Natal                                 | 5° 46′ 42″ S, 35° 12′ 24″ O | bem tombado pelo IPHAN                                                                          |            |
|        | Imóvel à Rua Chile, 213                                                           |                        | Natal                                 | 5° 46′ 42″ S, 35° 12′ 24″ O | bem tombado pelo IPHAN                                                                          |            |
|        | Imóvel à Rua Chile, 217                                                           |                        | Natal                                 | 5° 46′ 43″ S, 35° 12′ 25″ O | bem tombado pelo IPHAN                                                                          |            |
|        | Imóvel à Rua Chile, 221                                                           |                        | Natal                                 | 5° 46′ 43″ S, 35° 12′ 25″ O | bem tombado pelo IPHAN                                                                          |            |
|        | Imóvel à Rua Chile, 225                                                           |                        | Natal                                 | 5° 46′ 43″ S, 35° 12′ 25″ O | bem tombado pelo IPHAN                                                                          |            |
|        | Imóvel à Rua Chile, 227                                                           |                        | Natal                                 | 5° 46′ 43″ S, 35° 12′ 25″ O | bem tombado pelo IPHAN                                                                          |            |
|        | Imóvel à Rua Chile, 233                                                           |                        | Natal                                 | 5° 46′ 43″ S, 35° 12′ 25″ O | bem tombado pelo IPHAN                                                                          |            |
|        | Imóvel à Rua Chile, 232                                                           |                        | Natal                                 | 5° 46′ 44″ S, 35° 12′ 26″ O | bem tombado pelo IPHAN                                                                          |            |
|        | Imóvel à Rua Chile, 241                                                           |                        | Natal                                 | 5° 46′ 44″ S, 35° 12′ 25″ O | bem tombado pelo IPHAN                                                                          |            |
|        | Imóvel à R. Dr. Barata, 209                                                       |                        | Natal                                 | 5° 46′ 43″ S, 35° 12′ 22″ O | bem tombado pelo IPHAN                                                                          |            |
|        | Imóvel à R. Dr. Barata, 205                                                       |                        | Natal                                 | 5° 46′ 42″ S, 35° 12′ 22″ O | bem tombado pelo IPHAN                                                                          |            |
|        | Imóvel à R. Dr. Barata, 211                                                       |                        | Natal                                 | 5° 46′ 43″ S, 35° 12′ 22″ O | bem tombado pelo IPHAN                                                                          |            |
|        | Imóvel à R. Dr. Barata, 213                                                       |                        | Natal                                 | 5° 46′ 43″ S, 35° 12′ 22″ O | bem tombado pelo IPHAN                                                                          |            |
|        | Imóvel à R. Dr. Barata, 216                                                       |                        | Natal                                 | 5° 46′ 43″ S, 35° 12′ 22″ O | bem tombado pelo IPHAN                                                                          |            |
|        | Imóvel à R. Dr. Barata, 217                                                       |                        | Natal                                 | 5° 46′ 43″ S, 35° 12′ 22″ O | bem tombado pelo IPHAN                                                                          |            |
|        | Imóvel à R. Dr. Barata, 220                                                       |                        | Natal                                 | 5° 46′ 43″ S, 35° 12′ 22″ O | bem tombado pelo IPHAN                                                                          |            |
|        | Imóvel à R. Dr. Barata, 223A                                                      |                        | Natal                                 | 5° 46′ 44″ S, 35° 12′ 22″ O | bem tombado pelo IPHAN                                                                          |            |
|        | Imóvel à R. Dr. Barata, 223B                                                      |                        | Natal                                 |                             | bem tombado pelo IPHAN                                                                          |            |
|        | Imóvel à R. Dr. Barata, 224                                                       |                        | Natal                                 | 5° 46′ 44″ S, 35° 12′ 22″ O | bem tombado pelo IPHAN                                                                          |            |
|        | Imóvel à R. Dr. Barata, 230                                                       |                        | Natal                                 | 5° 46′ 44″ S, 35° 12′ 23″ O | bem tombado pelo IPHAN                                                                          |            |
|        | Imóvel à R. Dr. Barata, 227                                                       |                        | Natal                                 | 5° 46′ 44″ S, 35° 12′ 22″ O | bem tombado pelo IPHAN                                                                          |            |
|        | Imóvel à R. Dr. Barata, 232                                                       |                        | Natal                                 | 5° 46′ 44″ S, 35° 12′ 22″ O | bem tombado pelo IPHAN                                                                          |            |
|        | Imóvel à R. Dr. Barata, 233A                                                      |                        | Natal                                 | 5° 46′ 44″ S, 35° 12′ 22″ O | bem tombado pelo IPHAN                                                                          |            |
|        | Imóvel à R. Dr. Barata, 233B                                                      |                        | Natal                                 |                             | bem tombado pelo IPHAN                                                                          |            |
|        | Imóvel à R. Dr. Barata, 235                                                       |                        | Natal                                 | 5° 46′ 45″ S, 35° 12′ 22″ O | bem tombado pelo IPHAN                                                                          |            |
|        | Imóvel à R. Frei Miguelinho, 90                                                   |                        | Natal                                 | 5° 46′ 35″ S, 35° 12′ 20″ O | bem tombado pelo IPHAN                                                                          |            |
|        | Imóvel à R. Frei Miguelinho, 102                                                  |                        | Natal                                 | 5° 46′ 36″ S, 35° 12′ 20″ O | bem tombado pelo IPHAN                                                                          |            |
|        | Imóvel à R. Frei Miguelinho, 90                                                   |                        | Natal                                 | 5° 46′ 35″ S, 35° 12′ 20″ O | bem tombado pelo IPHAN                                                                          |            |
|        | Imóvel à R. Frei Miguelinho, 105                                                  |                        | Natal                                 | 5° 46′ 36″ S, 35° 12′ 19″ O | bem tombado pelo IPHAN                                                                          |            |
|        | Imóvel à R. Frei Miguelinho, 106                                                  |                        | Natal                                 | 5° 46′ 36″ S, 35° 12′ 20″ O | bem tombado pelo IPHAN                                                                          |            |
|        | Imóvel à R. Frei Miguelinho, 108                                                  |                        | Natal                                 | 5° 46′ 37″ S, 35° 12′ 20″ O | bem tombado pelo IPHAN                                                                          |            |
|        | Imóvel à R. Frei Miguelinho, 116                                                  |                        | Natal                                 | 5° 46′ 37″ S, 35° 12′ 20″ O | bem tombado pelo IPHAN                                                                          |            |
|        | Imóvel à R. Frei Miguelinho, 112                                                  |                        | Natal                                 | 5° 46′ 37″ S, 35° 12′ 20″ O | bem tombado pelo IPHAN                                                                          |            |
|        | Imóvel à R. Frei Miguelinho, 120                                                  |                        | Natal                                 | 5° 46′ 37″ S, 35° 12′ 20″ O | bem tombado pelo IPHAN                                                                          |            |
|        | Imóvel à R. Frei Miguelinho, 121                                                  |                        | Natal                                 | 5° 46′ 38″ S, 35° 12′ 20″ O | bem tombado pelo IPHAN                                                                          |            |
|        | Imóvel à R. Frei Miguelinho, 123                                                  |                        | Natal                                 | 5° 46′ 38″ S, 35° 12′ 20″ O | bem tombado pelo IPHAN                                                                          |            |
|        | Imóvel à R. Frei Miguelinho, 126                                                  |                        | Natal                                 | 5° 46′ 38″ S, 35° 12′ 20″ O | bem tombado pelo IPHAN                                                                          |            |
|        | Imóvel à R. Frei Miguelinho, 127                                                  |                        | Natal                                 | 5° 46′ 38″ S, 35° 12′ 20″ O | bem tombado pelo IPHAN                                                                          |            |
|        | Imóvel à R. Frei Miguelinho, 129                                                  |                        | Natal                                 | 5° 46′ 38″ S, 35° 12′ 20″ O | bem tombado pelo IPHAN                                                                          |            |
|        | Imóvel à R. Frei Miguelinho, 130                                                  |                        | Natal                                 | 5° 46′ 38″ S, 35° 12′ 20″ O | bem tombado pelo IPHAN                                                                          |            |
|        | Sport Clube de Natal                                                              |                        | Natal                                 | 5° 46′ 32″ S, 35° 12′ 21″ O | bem tombado pelo IPHAN                                                                          |            |
|        | Imóvel à Praça Augusto Severo, 83                                                 |                        | Natal                                 | 5° 46′ 45″ S, 35° 12′ 21″ O | bem tombado pelo IPHAN                                                                          |            |
|        | Imóvel à Rua Chile, 39A                                                           |                        | Natal                                 | 5° 46′ 32″ S, 35° 12′ 21″ O | bem tombado pelo IPHAN                                                                          |            |
|        | Imóvel à Rua Chile, 39B                                                           |                        | Natal                                 | 5° 46′ 32″ S, 35° 12′ 21″ O | bem tombado pelo IPHAN                                                                          |            |
|        | Imóvel à Rua Chile, 44                                                            |                        | Natal                                 | 5° 46′ 32″ S, 35° 12′ 21″ O | bem tombado pelo IPHAN                                                                          |            |
|        | Imóvel à Rua Chile, 45                                                            |                        | Natal                                 | 5° 46′ 32″ S, 35° 12′ 21″ O | bem tombado pelo IPHAN                                                                          |            |
|        | Imóvel à Rua Chile, 48                                                            |                        | Natal                                 | 5° 46′ 32″ S, 35° 12′ 21″ O | bem tombado pelo IPHAN                                                                          |            |
|        | Imóvel à Rua Chile, 53                                                            |                        | Natal                                 | 5° 46′ 32″ S, 35° 12′ 21″ O | bem tombado pelo IPHAN                                                                          |            |
|        | Imóvel à Rua Chile, 54                                                            |                        | Natal                                 | 5° 46′ 32″ S, 35° 12′ 21″ O | bem tombado pelo IPHAN                                                                          |            |
|        | Imóvel à Rua Chile, 55A                                                           |                        | Natal                                 | 5° 46′ 33″ S, 35° 12′ 21″ O | bem tombado pelo IPHAN                                                                          |            |
|        | Imóvel à Rua Chile, 55B                                                           |                        | Natal                                 | 5° 46′ 33″ S, 35° 12′ 21″ O | bem tombado pelo IPHAN                                                                          |            |
|        | Imóvel à Rua Chile, 56                                                            |                        | Natal                                 | 5° 46′ 32″ S, 35° 12′ 21″ O | bem tombado pelo IPHAN                                                                          |            |
|        | Imóvel à Rua Chile, 61                                                            |                        | Natal                                 |                             | bem tombado pelo IPHAN                                                                          |            |
|        | Antiga Residência do Poeta Ferreira Itajubá                                       |                        | Natal                                 | 5° 46′ 33″ S, 35° 12′ 21″ O | bem tombado pelo IPHAN                                                                          |            |
|        | Imóvel à Rua Chile, 65                                                            |                        | Natal                                 | 5° 46′ 33″ S, 35° 12′ 21″ O | bem tombado pelo IPHAN                                                                          |            |
|        | Imóvel à Rua Chile, 66                                                            |                        | Natal                                 | 5° 46′ 33″ S, 35° 12′ 22″ O | bem tombado pelo IPHAN                                                                          |            |
|        | Imóvel à Rua Chile, 67                                                            |                        | Natal                                 | 5° 46′ 33″ S, 35° 12′ 21″ O | bem tombado pelo IPHAN                                                                          |            |
|        | Imóvel à Rua Chile, 71                                                            |                        | Natal                                 | 5° 46′ 34″ S, 35° 12′ 21″ O | bem tombado pelo IPHAN                                                                          |            |
|        | Imóvel à Rua Chile, 75                                                            |                        | Natal                                 | 5° 46′ 34″ S, 35° 12′ 21″ O | bem tombado pelo IPHAN                                                                          |            |
|        | Imóvel à Rua Chile, 76                                                            |                        | Natal                                 | 5° 46′ 34″ S, 35° 12′ 22″ O | bem tombado pelo IPHAN                                                                          |            |
|        | Imóvel à Rua Chile, 79                                                            |                        | Natal                                 | 5° 46′ 34″ S, 35° 12′ 21″ O | bem tombado pelo IPHAN                                                                          |            |
|        | Imóvel à Rua Chile, 81                                                            |                        | Natal                                 | 5° 46′ 34″ S, 35° 12′ 21″ O | bem tombado pelo IPHAN                                                                          |            |
|        | Imóvel à Rua Chile, 87                                                            |                        | Natal                                 | 5° 46′ 34″ S, 35° 12′ 22″ O | bem tombado pelo IPHAN                                                                          |            |
|        | Imóvel à Rua Chile, 88                                                            |                        | Natal                                 | 5° 46′ 35″ S, 35° 12′ 22″ O | bem tombado pelo IPHAN                                                                          |            |
|        | Imóvel à Rua Chile, 92                                                            |                        | Natal                                 | 5° 46′ 35″ S, 35° 12′ 22″ O | bem tombado pelo IPHAN                                                                          |            |
|        | Imóvel à Rua Chile, 95                                                            |                        | Natal                                 | 5° 46′ 35″ S, 35° 12′ 22″ O | bem tombado pelo IPHAN                                                                          |            |
|        | Imóvel à Rua Chile, 98                                                            |                        | Natal                                 | 5° 46′ 35″ S, 35° 12′ 22″ O | bem tombado pelo IPHAN                                                                          |            |
|        | Imóvel à Rua Chile, 101                                                           |                        | Natal                                 | 5° 46′ 35″ S, 35° 12′ 22″ O | bem tombado pelo IPHAN                                                                          |            |
|        | Imóvel à Rua Chile, 103                                                           |                        | Natal                                 | 5° 46′ 36″ S, 35° 12′ 22″ O | bem tombado pelo IPHAN                                                                          |            |
|        | Antiga Oficina Mecânica                                                           |                        | Natal                                 | 5° 46′ 36″ S, 35° 12′ 22″ O | bem tombado pelo IPHAN                                                                          |            |
|        | Imóvel à Rua Chile, 112                                                           |                        | Natal                                 | 5° 46′ 36″ S, 35° 12′ 22″ O | bem tombado pelo IPHAN                                                                          |            |
|        | Imóvel à Rua Chile, 116                                                           |                        | Natal                                 | 5° 46′ 36″ S, 35° 12′ 22″ O | bem tombado pelo IPHAN                                                                          |            |
|        | Imóvel à Rua Chile, 123                                                           |                        | Natal                                 | 5° 46′ 37″ S, 35° 12′ 22″ O | bem tombado pelo IPHAN                                                                          |            |
|        | Imóvel à Rua Chile, 125                                                           |                        | Natal                                 | 5° 46′ 37″ S, 35° 12′ 22″ O | bem tombado pelo IPHAN                                                                          |            |
|        | Imóvel à Rua Chile, 127                                                           |                        | Natal                                 | 5° 46′ 37″ S, 35° 12′ 22″ O | bem tombado pelo IPHAN                                                                          |            |
|        | Imóvel à Rua Chile, 128                                                           |                        | Natal                                 | 5° 46′ 37″ S, 35° 12′ 23″ O | bem tombado pelo IPHAN                                                                          |            |
|        | Imóvel à Rua Chile, 133                                                           |                        | Natal                                 | 5° 46′ 38″ S, 35° 12′ 23″ O | bem tombado pelo IPHAN                                                                          |            |
|        | Imóvel à Rua Chile, 164                                                           |                        | Natal                                 | 5° 46′ 39″ S, 35° 12′ 24″ O | bem tombado pelo IPHAN                                                                          |            |
|        | Imóvel à Rua Chile, 165                                                           |                        | Natal                                 | 5° 46′ 40″ S, 35° 12′ 23″ O | bem tombado pelo IPHAN                                                                          |            |
|        | Imóvel à Rua Chile, 247                                                           |                        | Natal                                 | 5° 46′ 44″ S, 35° 12′ 25″ O | bem tombado pelo IPHAN                                                                          |            |
|        | Imóvel à Rua Chile, 251                                                           |                        | Natal                                 | 5° 46′ 44″ S, 35° 12′ 25″ O | bem tombado pelo IPHAN                                                                          |            |
|        | Imóvel à Rua Chile, 255                                                           |                        | Natal                                 | 5° 46′ 44″ S, 35° 12′ 25″ O | bem tombado pelo IPHAN                                                                          |            |
|        | Imóvel à Rua Chile, 406                                                           |                        | Natal                                 | 5° 46′ 41″ S, 35° 12′ 24″ O | bem tombado pelo IPHAN                                                                          |            |
|        | Imóvel à Rua Chile, 436                                                           |                        | Natal                                 | 5° 46′ 42″ S, 35° 12′ 25″ O | bem tombado pelo IPHAN                                                                          |            |
|        | Imóvel à Rua Chile, 456                                                           |                        | Natal                                 | 5° 46′ 42″ S, 35° 12′ 25″ O | bem tombado pelo IPHAN                                                                          |            |
|        | Imóvel à R. Dr. Barata, s/n                                                       |                        | Natal                                 | 5° 46′ 40″ S, 35° 12′ 21″ O | bem tombado pelo IPHAN                                                                          |            |
|        | Imóvel à R. Dr. Barata, 64                                                        |                        | Natal                                 | 5° 46′ 39″ S, 35° 12′ 21″ O | bem tombado pelo IPHAN                                                                          |            |
|        | Imóvel à R. Dr. Barata, 158                                                       |                        | Natal                                 | 5° 46′ 40″ S, 35° 12′ 21″ O | bem tombado pelo IPHAN                                                                          |            |
|        | Imóvel à R. Dr. Barata, 159                                                       |                        | Natal                                 |                             | bem tombado pelo IPHAN                                                                          |            |
|        | Imóvel à R. Dr. Barata, 161                                                       |                        | Natal                                 | 5° 46′ 40″ S, 35° 12′ 21″ O | bem tombado pelo IPHAN                                                                          |            |
|        | Imóvel à R. Dr. Barata, 166A                                                      |                        | Natal                                 | 5° 46′ 40″ S, 35° 12′ 22″ O | bem tombado pelo IPHAN                                                                          |            |
|        | Imóvel à R. Dr. Barata, 166B                                                      |                        | Natal                                 | 5° 46′ 39″ S, 35° 12′ 21″ O | bem tombado pelo IPHAN                                                                          |            |
|        | Imóvel à R. Dr. Barata, 169                                                       |                        | Natal                                 | 5° 46′ 40″ S, 35° 12′ 22″ O | bem tombado pelo IPHAN                                                                          |            |
|        | Imóvel à R. Dr. Barata, 170                                                       |                        | Natal                                 | 5° 46′ 40″ S, 35° 12′ 22″ O | bem tombado pelo IPHAN                                                                          |            |
|        | Imóvel à R. Dr. Barata, 172                                                       |                        | Natal                                 | 5° 46′ 40″ S, 35° 12′ 22″ O | bem tombado pelo IPHAN                                                                          |            |
|        | Imóvel à R. Dr. Barata, 176                                                       |                        | Natal                                 | 5° 46′ 41″ S, 35° 12′ 22″ O | bem tombado pelo IPHAN                                                                          |            |
|        | Imóvel à R. Dr. Barata, 177                                                       |                        | Natal                                 | 5° 46′ 41″ S, 35° 12′ 22″ O | bem tombado pelo IPHAN                                                                          |            |
|        | Imóvel à R. Dr. Barata, 180                                                       |                        | Natal                                 | 5° 46′ 41″ S, 35° 12′ 22″ O | bem tombado pelo IPHAN                                                                          |            |
|        | Imóvel à R. Dr. Barata, 181                                                       |                        | Natal                                 | 5° 46′ 41″ S, 35° 12′ 22″ O | bem tombado pelo IPHAN                                                                          |            |
|        | Imóvel à R. Dr. Barata, 183                                                       |                        | Natal                                 | 5° 46′ 41″ S, 35° 12′ 22″ O | bem tombado pelo IPHAN                                                                          |            |
|        | Imóvel à R. Dr. Barata, 186                                                       |                        | Natal                                 | 5° 46′ 41″ S, 35° 12′ 22″ O | bem tombado pelo IPHAN                                                                          |            |
|        | Imóvel à R. Dr. Barata, 187                                                       |                        | Natal                                 | 5° 46′ 41″ S, 35° 12′ 22″ O | bem tombado pelo IPHAN                                                                          |            |
|        | Imóvel à R. Dr. Barata, 192                                                       |                        | Natal                                 | 5° 46′ 42″ S, 35° 12′ 22″ O | bem tombado pelo IPHAN                                                                          |            |
|        | Imóvel à R. Dr. Barata, 194                                                       |                        | Natal                                 | 5° 46′ 42″ S, 35° 12′ 22″ O | bem tombado pelo IPHAN                                                                          |            |
|        | Imóvel à R. Dr. Barata, 195                                                       |                        | Natal                                 | 5° 46′ 42″ S, 35° 12′ 22″ O | bem tombado pelo IPHAN                                                                          |            |
|        | Imóvel à R. Dr. Barata, 196A                                                      |                        | Natal                                 | 5° 46′ 42″ S, 35° 12′ 22″ O | bem tombado pelo IPHAN                                                                          |            |
|        | Imóvel à R. Dr. Barata, 197                                                       |                        | Natal                                 | 5° 46′ 42″ S, 35° 12′ 22″ O | bem tombado pelo IPHAN                                                                          |            |
|        | Imóvel à R. Dr. Barata, 199                                                       |                        | Natal                                 | 5° 46′ 42″ S, 35° 12′ 22″ O | bem tombado pelo IPHAN                                                                          |            |
|        | Imóvel à R. Dr. Barata, 202                                                       |                        | Natal                                 | 5° 46′ 42″ S, 35° 12′ 22″ O | bem tombado pelo IPHAN                                                                          |            |
|        | Imóvel à R. Dr. Barata, 208                                                       |                        | Natal                                 | 5° 46′ 43″ S, 35° 12′ 22″ O | bem tombado pelo IPHAN                                                                          |            |
|        | Imóvel à R. Dr. Barata, 238                                                       |                        | Natal                                 | 5° 46′ 45″ S, 35° 12′ 22″ O | bem tombado pelo IPHAN                                                                          |            |
|        | Imóvel à R. Frei Miguelinho, 6                                                    |                        | Natal                                 | 5° 46′ 30″ S, 35° 12′ 18″ O | bem tombado pelo IPHAN                                                                          |            |
|        | Imóvel à R. Frei Miguelinho, 10                                                   |                        | Natal                                 | 5° 46′ 30″ S, 35° 12′ 18″ O | bem tombado pelo IPHAN                                                                          |            |
|        | Imóvel à R. Frei Miguelinho, 14                                                   |                        | Natal                                 | 5° 46′ 31″ S, 35° 12′ 18″ O | bem tombado pelo IPHAN                                                                          |            |
|        | Imóvel à R. Frei Miguelinho, 18                                                   |                        | Natal                                 | 5° 46′ 31″ S, 35° 12′ 18″ O | bem tombado pelo IPHAN                                                                          |            |
|        | Imóvel à R. Frei Miguelinho, 22                                                   |                        | Natal                                 | 5° 46′ 31″ S, 35° 12′ 18″ O | bem tombado pelo IPHAN                                                                          |            |
|        | Imóvel à R. Frei Miguelinho, 23                                                   |                        | Natal                                 | 5° 46′ 31″ S, 35° 12′ 18″ O | bem tombado pelo IPHAN                                                                          |            |
|        | Imóvel à R. Frei Miguelinho, 24                                                   |                        | Natal                                 | 5° 46′ 31″ S, 35° 12′ 18″ O | bem tombado pelo IPHAN                                                                          |            |
|        | Imóvel à R. Frei Miguelinho, 25                                                   |                        | Natal                                 | 5° 46′ 32″ S, 35° 12′ 18″ O | bem tombado pelo IPHAN                                                                          |            |
|        | Imóvel à R. Frei Miguelinho, 29                                                   |                        | Natal                                 | 5° 46′ 32″ S, 35° 12′ 18″ O | bem tombado pelo IPHAN                                                                          |            |
|        | Imóvel à R. Frei Miguelinho, 30                                                   |                        | Natal                                 | 5° 46′ 32″ S, 35° 12′ 18″ O | bem tombado pelo IPHAN                                                                          |            |
|        | Imóvel à R. Frei Miguelinho, 33                                                   |                        | Natal                                 | 5° 46′ 32″ S, 35° 12′ 18″ O | bem tombado pelo IPHAN                                                                          |            |
|        | Imóvel à R. Frei Miguelinho, 34                                                   |                        | Natal                                 | 5° 46′ 32″ S, 35° 12′ 18″ O | bem tombado pelo IPHAN                                                                          |            |
|        | Imóvel à R. Frei Miguelinho, 38                                                   |                        | Natal                                 | 5° 46′ 32″ S, 35° 12′ 18″ O | bem tombado pelo IPHAN                                                                          |            |
|        | Imóvel à R. Frei Miguelinho, 42                                                   |                        | Natal                                 | 5° 46′ 32″ S, 35° 12′ 19″ O | bem tombado pelo IPHAN                                                                          |            |
|        | Imóvel à R. Frei Miguelinho, 47                                                   |                        | Natal                                 | 5° 46′ 33″ S, 35° 12′ 18″ O | bem tombado pelo IPHAN                                                                          |            |
|        | Imóvel à R. Frei Miguelinho, 48                                                   |                        | Natal                                 | 5° 46′ 33″ S, 35° 12′ 19″ O | bem tombado pelo IPHAN                                                                          |            |
|        | Imóvel à R. Frei Miguelinho, 52                                                   |                        | Natal                                 | 5° 46′ 33″ S, 35° 12′ 19″ O | bem tombado pelo IPHAN                                                                          |            |
|        | Imóvel à R. Frei Miguelinho, 53                                                   |                        | Natal                                 | 5° 46′ 33″ S, 35° 12′ 18″ O | bem tombado pelo IPHAN                                                                          |            |
|        | Imóvel à R. Frei Miguelinho, 56                                                   |                        | Natal                                 | 5° 46′ 33″ S, 35° 12′ 19″ O | bem tombado pelo IPHAN                                                                          |            |
|        | Imóvel à R. Frei Miguelinho, 57A                                                  |                        | Natal                                 | 5° 46′ 33″ S, 35° 12′ 18″ O | bem tombado pelo IPHAN                                                                          |            |
|        | Imóvel à R. Frei Miguelinho, 57B                                                  |                        | Natal                                 |                             | bem tombado pelo IPHAN                                                                          |            |
|        | Imóvel à R. Frei Miguelinho, 58                                                   |                        | Natal                                 | 5° 46′ 33″ S, 35° 12′ 19″ O | bem tombado pelo IPHAN                                                                          |            |
|        | Imóvel à R. Frei Miguelinho, 60                                                   |                        | Natal                                 | 5° 46′ 34″ S, 35° 12′ 19″ O | bem tombado pelo IPHAN                                                                          |            |
|        | Imóvel à R. Frei Miguelinho, 68                                                   |                        | Natal                                 | 5° 46′ 34″ S, 35° 12′ 19″ O | bem tombado pelo IPHAN                                                                          |            |
|        | Imóvel à R. Frei Miguelinho, 70                                                   |                        | Natal                                 | 5° 46′ 34″ S, 35° 12′ 19″ O | bem tombado pelo IPHAN                                                                          |            |
|        | Imóvel à R. Frei Miguelinho, 72                                                   |                        | Natal                                 | 5° 46′ 34″ S, 35° 12′ 19″ O | bem tombado pelo IPHAN                                                                          |            |
|        | Imóvel à R. Frei Miguelinho, 76                                                   |                        | Natal                                 | 5° 46′ 35″ S, 35° 12′ 19″ O | bem tombado pelo IPHAN                                                                          |            |
|        | Imóvel à R. Frei Miguelinho, 77                                                   |                        | Natal                                 | 5° 46′ 35″ S, 35° 12′ 19″ O | bem tombado pelo IPHAN                                                                          |            |
|        | Imóvel à R. Frei Miguelinho, 78                                                   |                        | Natal                                 | 5° 46′ 35″ S, 35° 12′ 19″ O | bem tombado pelo IPHAN                                                                          |            |
|        | Imóvel à R. Frei Miguelinho, 79                                                   |                        | Natal                                 | 5° 46′ 35″ S, 35° 12′ 19″ O | bem tombado pelo IPHAN                                                                          |            |
|        | Imóvel à R. Frei Miguelinho, 80                                                   |                        | Natal                                 | 5° 46′ 35″ S, 35° 12′ 19″ O | bem tombado pelo IPHAN                                                                          |            |
|        | Imóvel à R. Frei Miguelinho, 81                                                   |                        | Natal                                 | 5° 46′ 35″ S, 35° 12′ 19″ O | bem tombado pelo IPHAN                                                                          |            |
|        | Imóvel à R. Frei Miguelinho, 83                                                   |                        | Natal                                 | 5° 46′ 35″ S, 35° 12′ 19″ O | bem tombado pelo IPHAN                                                                          |            |
|        | Imóvel à R. Frei Miguelinho, 84                                                   |                        | Natal                                 | 5° 46′ 35″ S, 35° 12′ 20″ O | bem tombado pelo IPHAN                                                                          |            |
|        | Imóvel à R. Frei Miguelinho, 86                                                   |                        | Natal                                 | 5° 46′ 35″ S, 35° 12′ 20″ O | bem tombado pelo IPHAN                                                                          |            |
|        | Imóvel à R. Frei Miguelinho, 87                                                   |                        | Natal                                 | 5° 46′ 35″ S, 35° 12′ 19″ O | bem tombado pelo IPHAN                                                                          |            |
|        | Imóvel à R. Frei Miguelinho, 89                                                   |                        | Natal                                 | 5° 46′ 35″ S, 35° 12′ 19″ O | bem tombado pelo IPHAN                                                                          |            |
|        | Imóvel à R. Frei Miguelinho, 91                                                   |                        | Natal                                 | 5° 46′ 36″ S, 35° 12′ 19″ O | bem tombado pelo IPHAN                                                                          |            |
|        | Imóvel à R. Frei Miguelinho, 98                                                   |                        | Natal                                 | 5° 46′ 36″ S, 35° 12′ 20″ O | bem tombado pelo IPHAN                                                                          |            |
|        | Imóvel à R. Frei Miguelinho, 99A                                                  |                        | Natal                                 | 5° 46′ 36″ S, 35° 12′ 19″ O | bem tombado pelo IPHAN                                                                          |            |
|        | Imóvel à R. Frei Miguelinho, 99B                                                  |                        | Natal                                 |                             | bem tombado pelo IPHAN                                                                          |            |
|        | Imóvel à R. Frei Miguelinho, 100                                                  |                        | Natal                                 | 5° 46′ 36″ S, 35° 12′ 20″ O | bem tombado pelo IPHAN                                                                          |            |
|        | Imóvel à R. Frei Miguelinho, 109                                                  |                        | Natal                                 | 5° 46′ 37″ S, 35° 12′ 19″ O | bem tombado pelo IPHAN                                                                          |            |
|        | Administração da Estrada de Ferro Central do RN                                   |                        | Natal                                 |                             | bem tombado pelo IPHAN                                                                          |            |
|        | Armazém da Carpintaria da Antiga Estação Ferroviária                              |                        | Natal                                 |                             | bem tombado pelo IPHAN                                                                          |            |
|        | Oficina Metálica da Antiga Estação Ferroviária                                    |                        | Natal                                 |                             | bem tombado pelo IPHAN                                                                          |            |
|        | Rotunda da Antiga Estação Ferroviária                                             |                        | Natal                                 |                             | bem tombado pelo IPHAN                                                                          |            |
|        | Mansão da Viúva Machado                                                           |                        | Natal                                 | 5° 47′ 01″ S, 35° 12′ 33″ O | bem de interesse histórico e ou cultural                                                        |            |
|        | Estação Ferroviária de Nova Cruz                                                  |                        | Nova Cruz                             | 6° 28′ 33″ S, 35° 26′ 12″ O | bem tombado pela FJA                                                                            |            |
|        | Casa de Pedra                                                                     |                        | Nísia Floresta                        | 5° 56′ 44″ S, 35° 10′ 39″ O | bem tombado pela FJA                                                                            |            |
|        | Casa Grande da Fazenda Timbaúba                                                   |                        | Ouro Branco                           | 6° 36′ 12″ S, 36° 55′ 33″ O | bem tombado pela FJA                                                                            |            |
|        | Sobrado de Parelhas                                                               |                        | Parelhas                              | 6° 41′ 21″ S, 36° 39′ 41″ O | bem tombado pela FJA                                                                            |            |
|        | Quilombo Boa Vista dos Negros                                                     |                        | Parelhas                              | 6° 41′ 44″ S, 36° 39′ 16″ O | quilombo tombado pela Constituição Federal do Brasil de 1988                                    |            |
|        | Antiga sede da Secretaria Municipal de Educação                                   |                        | Parnamirim                            | 5° 54′ 00″ S, 35° 14′ 57″ O | bem tombado pela FJA                                                                            |            |
|        | Quilombo Sítio Moita Verde                                                        |                        | Parnamirim                            | 5° 54′ 13″ S, 35° 14′ 05″ O | quilombo tombado pela Constituição Federal do Brasil de 1988                                    |            |
|        | Imóvel na Praça João Carlos                                                       |                        | Patu                                  | 6° 06′ 32″ S, 37° 38′ 09″ O | bem tombado pela FJA                                                                            |            |
|        | Quilombo Jatobá                                                                   |                        | Patu                                  | 6° 06′ 25″ S, 37° 37′ 51″ O | quilombo tombado pela Constituição Federal do Brasil de 1988                                    |            |
|        | Centro Cultural Joaquim Correia                                                   |                        | Pau dos Ferros                        | 6° 06′ 42″ S, 38° 12′ 17″ O | bem tombado pela FJA                                                                            |            |
|        | Conjunto da Capela de Santa Rita, Cemitério e Samoeira                            |                        | Pedro Avelino                         |                             | bem tombado pela FJA                                                                            |            |
|        | Prédio da Estação Ferroviária                                                     |                        | Pedro Avelino                         | 5° 31′ 10″ S, 36° 23′ 29″ O | bem tombado pela FJA                                                                            |            |
|        | Quilombo Aroeira                                                                  |                        | Pedro Avelino                         | 5° 31′ 27″ S, 36° 22′ 59″ O | quilombo tombado pela Constituição Federal do Brasil de 1988                                    |            |
|        | Casa de Farinha                                                                   |                        | Portalegre                            | 6° 00′ 47″ S, 37° 58′ 49″ O | bem tombado pela FJA                                                                            |            |
|        | Antiga Casa de Câmara e Cadeia                                                    |                        | Portalegre                            | 6° 01′ 29″ S, 37° 59′ 15″ O | bem tombado pela FJA                                                                            |            |
|        | Quilombo Sítio Lajes                                                              |                        | Portalegre                            | 6° 00′ 22″ S, 38° 01′ 23″ O | quilombo tombado pela Constituição Federal do Brasil de 1988                                    |            |
|        | Quilombo Sítio Pega                                                               |                        | Portalegre                            | 6° 01′ 34″ S, 37° 58′ 04″ O | quilombo tombado pela Constituição Federal do Brasil de 1988                                    |            |
|        | Quilombo Sítio Sobrado                                                            |                        | Portalegre                            | 5° 58′ 52″ S, 37° 59′ 32″ O | quilombo tombado pela Constituição Federal do Brasil de 1988                                    |            |
|        | Quilombo Acauã                                                                    |                        | Poço Branco                           | 5° 38′ 09″ S, 35° 39′ 42″ O | quilombo tombado pela Constituição Federal do Brasil de 1988                                    |            |
|        | Catedral Metropolitana de Natal                                                   | 21 de novembro de 1988 | Região Administrativa Leste Natal     | 5° 47′ 17″ S, 35° 12′ 13″ O | bem tombado pela FJA                                                                            |            |
|        | Atheneu Norte-Riograndense                                                        |                        | Região Administrativa Leste Natal     | 5° 47′ 04″ S, 35° 11′ 53″ O | bem tombado pela Prefeitura Municipal de Natal                                                  |            |
|        | Centro Histórico de Natal                                                         |                        | Região Administrativa Leste Natal     | 5° 47′ 07″ S, 35° 12′ 31″ O | cultural heritage ensemble bem tombado pelo IPHAN                                               |            |
|        | Atol das Rocas                                                                    |                        | Rio Grande do Norte                   | 3° 51′ 59″ S, 33° 48′ 07″ O | Património Mundial da Unesco                                                                    |            |
|        | Reserva Biológica Atol das Rocas                                                  | 1979                   | Rio Grande do Norte                   | 3° 51′ 50″ S, 33° 48′ 48″ O | parte do Património Mundial Património Mundial Provisório sítio Ramsar                          |            |
|        | Grupo Escolar Augusto Severo                                                      |                        | Rio Grande do Norte Natal             | 5° 46′ 48″ S, 35° 12′ 17″ O | bem tombado pela FJA                                                                            |            |
|        | Cruzeiro da Serra do Orobó                                                        |                        | Ruy Barbosa                           | 5° 52′ 48″ S, 35° 56′ 18″ O | bem de interesse histórico e ou cultural                                                        |            |
|        | Antiga sede da Delegacia regional de Policia                                      |                        | Santa Cruz                            | 6° 13′ 45″ S, 36° 01′ 30″ O | bem tombado pela FJA                                                                            |            |
|        | Antiga e Histórica Cadeia Pública Municipal                                       |                        | Santana do Matos                      | 5° 57′ 34″ S, 36° 39′ 10″ O | bem tombado pela FJA                                                                            |            |
|        | Igreja Matriz                                                                     |                        | Santana do Matos                      | 5° 57′ 36″ S, 36° 39′ 20″ O | bem tombado pela FJA                                                                            |            |
|        | Quilombo Cajazeiras                                                               |                        | Santo Antônio                         | 6° 18′ 02″ S, 35° 29′ 15″ O | quilombo tombado pela Constituição Federal do Brasil de 1988                                    |            |
|        | Fortaleza dos Reis Magos                                                          |                        | Santos Reis Natal                     | 5° 45′ 23″ S, 35° 11′ 41″ O | bem tombado pelo IPHAN Património de Influência Portuguesa (base de dados)                      |            |
|        | Imóvel na Rua Dom José Delgado                                                    |                        | Serra Negra do Norte                  | 6° 39′ 59″ S, 37° 23′ 44″ O | bem tombado pela FJA                                                                            |            |
|        | Igreja de Nossa Senhora do Ó                                                      |                        | Serra Negra do Norte                  | 6° 40′ 01″ S, 37° 23′ 43″ O | bem tombado pela FJA                                                                            |            |
|        | Igreja de São Gonçalo                                                             |                        | São Gonçalo do Amarante               | 5° 47′ 37″ S, 35° 19′ 43″ O | bem tombado pelo IPHAN Património de Influência Portuguesa (base de dados)                      |            |
|        | Capela de Utinga                                                                  |                        | São Gonçalo do Amarante               | 5° 49′ 12″ S, 35° 23′ 46″ O | bem tombado pela FJA                                                                            |            |
|        | Escola Estadual Barão de Mipibú                                                   |                        | São José de Mipibu                    | 6° 04′ 25″ S, 35° 14′ 12″ O | bem tombado pela FJA                                                                            |            |
|        | Estação Ferroviária de Papari                                                     |                        | São José de Mipibu                    | 6° 04′ 26″ S, 35° 13′ 52″ O | bem tombado pela FJA                                                                            |            |
|        | Casa de Cultura                                                                   |                        | São José do Campestre                 | 6° 19′ 05″ S, 35° 42′ 52″ O | bem tombado pela FJA                                                                            |            |
|        | Imóvel Casarão dos Capiba                                                         |                        | São João do Sabugi                    | 6° 43′ 09″ S, 37° 11′ 59″ O | bem tombado pela FJA                                                                            |            |
|        | Imóvel na Rua Manoel José de Carvalho                                             |                        | São Miguel                            | 6° 12′ 55″ S, 38° 29′ 47″ O | bem tombado pela FJA                                                                            |            |
|        | Residência do Mons. Expedito Sobral de Medeiros                                   |                        | São Paulo do Potengi                  | 5° 53′ 39″ S, 35° 45′ 55″ O | bem tombado pela FJA                                                                            |            |
|        | Casa do Barão de Serra Branca                                                     |                        | São Rafael                            | 5° 53′ 08″ S, 36° 48′ 23″ O | bem tombado pela FJA                                                                            |            |
|        | Quilombo Gameleira de Baixo                                                       |                        | São Tomé                              | 5° 58′ 44″ S, 36° 04′ 12″ O | quilombo tombado pela Constituição Federal do Brasil de 1988                                    |            |
|        | Cruzeiro Colonial de Pipa                                                         |                        | Tibau do Sul                          |                             | bem tombado pela FJA                                                                            |            |
|        | Capela Nossa Senhora das Dores                                                    |                        | Tibau do Sul                          | 6° 14′ 08″ S, 35° 08′ 00″ O | bem tombado pela FJA                                                                            |            |
|        | Quilombo Sibaúma                                                                  |                        | Tibau do Sul                          | 6° 11′ 09″ S, 35° 05′ 42″ O | quilombo tombado pela Constituição Federal do Brasil de 1988                                    |            |
|        | Prédio do Grupo Escolar José Batista                                              |                        | Timbaúba dos Batistas                 | 6° 27′ 54″ S, 37° 16′ 22″ O | bem tombado pela FJA                                                                            |            |
|        | Sítio Arqueológico do Pintado                                                     |                        | Timbaúba dos Batistas                 | 6° 25′ 35″ S, 37° 14′ 44″ O | bem tombado pela FJA                                                                            |            |
|        | Casa Residencial                                                                  |                        | Touros                                | 5° 11′ 47″ S, 35° 27′ 44″ O | bem tombado pela FJA                                                                            |            |
|        | Quilombo Baixa do Quinquim                                                        |                        | Touros                                | 5° 12′ 07″ S, 35° 28′ 17″ O | quilombo tombado pela Constituição Federal do Brasil de 1988                                    |            |
|        | Quilombo Geral                                                                    |                        | Touros                                | 5° 11′ 35″ S, 35° 27′ 38″ O | quilombo tombado pela Constituição Federal do Brasil de 1988                                    |            |
|        | Prédio na Rua Zenon de Souza                                                      |                        | Umarizal                              | 5° 59′ 17″ S, 37° 48′ 42″ O | bem tombado pela FJA                                                                            |            |
|        | Casa de Câmara e Cadeia de Vila Flor                                              |                        | Vila Flor                             | 6° 18′ 56″ S, 35° 04′ 32″ O | Património de Influência Portuguesa (base de dados) bem tombado pelo IPHAN                      |            |
|        | Igreja de Nossa Senhora do Desterro                                               |                        | Vila Flor                             | 6° 19′ 01″ S, 35° 04′ 33″ O | Património de Influência Portuguesa (base de dados) bem tombado pela FJA                        |            |
|        | Terreno na Rua Antônio Bruno da Silva                                             |                        | Viçosa                                | 5° 59′ 25″ S, 37° 56′ 55″ O | bem tombado pela FJA                                                                            |            |

∑ 375 items.